# Kolmischer Berg
Der Kolmischer Berg ist eine 293,8 m hohe, bewaldete Erhebung und befindet sich am Südwestrand des Böller im Wartburgkreis in Thüringen.
Der Berg zählt zu den Grenzpunkten des mittelalterlichen Gerstengaus. An seiner Flanke verläuft eine der wichtigsten Altstraßen durch den Eisenacher Grund, die über den Lutzberg weiter nach Unterellen führte, sie nutzte eine Furtstelle unweit der Wüstung Steinau am jenseitigen Werraufer und stand unter dem Geleit der nur fünf Kilometer entfernten Brandenburg.
In der DDR-Zeit wurde am Südhang die Bahnstrecke Förtha–Gerstungen verlegt. Nach der Wende wurde der historische Verlauf des Sallmannshäuser Rennsteig als regionaler Wanderweg rekonstruiert (Kennzeichen S).  Am Kolmischer Berg wurde von Gerstunger Heimatfreunden ein beliebter Aussichtsplatz mit einer Schutzhütte geschaffen, ein Zubringerweg trifft am Lutzberg auf den Sallmannshäuser Rennsteig.